# دانيال بينها
دانيال بينها هو لاعب كرة قدم برازيلي في مركزي الهجوم والوسط، ولد في 17 أكتوبر 1998 في برازيليا في البرازيل. لعب مع نادي فلامنغو.